# Międzynarodowy Plener Rzeźbiarski Puszcza Zielonka
Międzynarodowy Plener Rzeźbiarski Puszcza Zielonka - cykliczny plener rzeźbiarski, który odbywa się na terenie Puszczy Zielonki, począwszy od 2007.

## Przebieg i organizacja
Podczas pleneru artyści podejmują w drewnie konkretne tematy, będące motywami przewodnimi poszczególnych edycji. Organizatorem imprezy jest Miejsko-Gminny Ośrodek Kultury i Rekreacji w Murowanej Goślinie. Podczas trwania imprez odbywają się także warsztaty dla dzieci i młodzieży, wprowadzające w tematykę rzeźby w drewnie. Każdy plener kończy się wystawą podsumowującą, a także posadzeniem drzewa upamiętniającego daną edycję.
Dotąd uczestnikami plenerów byli artyści z Polski, Austrii, Belgii, Białorusi, Egiptu, Francji, Ghany, Hiszpanii, Holandii, Izraela, Korei Południowej, Niemiec, Szkocji, Ukrainy, Nowej Zelandii, Tajlandii, Wielkiej Brytanii i Włoch.

## Ekspozycja

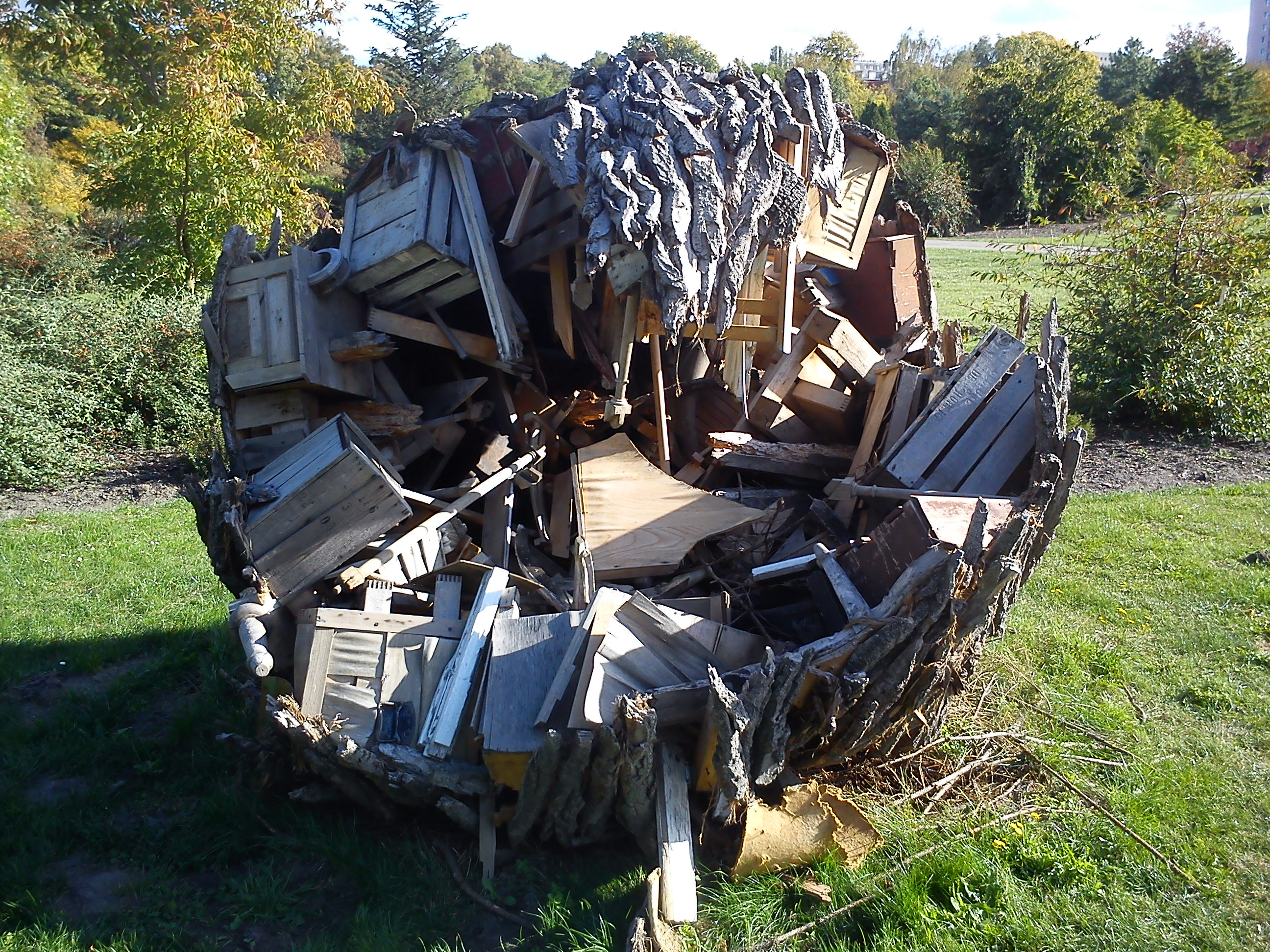
Cyryl Zakrzewski, Zaraza wiedzy, ekspozycja w Ogrodzie Botanicznym w Poznaniu

Część prac eksponowana jest na stałej wystawie w Bibliotece Publicznej w Murowanej Goślinie. Inne czasowo lub na stałe pokazywane są w innych miejscach w Polsce i poza jej granicami, m.in.:
- w Muzeum Zamku Górków w Szamotułach,
- na cmentarzu żydowskim w Murowanej Goślinie (Wiadomość do nieba Hansa Reijndersa),
- na Malcie w Poznaniu,
- w Palmiarni Poznańskiej,
- w poznańskim Ogrodzie Botanicznym (m.in. Gra z losem Stanisława H. Kowalczyka),
- na terenach MTP - czterokrotnie oraz w formie wystaw fotograficznych,
- w Yvetot we Francji w formie wystawy fotograficznej (2011)[1][2].